# Ерік Гайден
Ерік Гайден (англ. Eric Heiden; нар. 14 червня 1958, Медісон, Вісконсин, США) — американський ковзаняр, олімпійський чемпіон, багаторазовий чемпіон світу, багаторазовий рекордсмен світу.

## Виступи на Олімпіадах
| Олімпіада        | Дисципліна | Місце |
| ---------------- | ---------- | ----- |
| Інсбрук 1976     | 1500 м     | 7     |
| Інсбрук 1976     | 5000 м     | 19    |
| Лейк-Плесід 1980 | 500 м      | 1     |
| Лейк-Плесід 1980 | 1000 м     | 1     |
| Лейк-Плесід 1980 | 1500 м     | 1     |
| Лейк-Плесід 1980 | 5000 м     | 1     |
| Лейк-Плесід 1980 | 10 000 м   | 1     |